# Феєрія нерозуміння
Феєрія нерозуміння (італ. Le Fate ignoranti) — італійський фільм 2001 року. Режисер Ферзан Озпетек.

## Сюжет
Антонія була щаслива в своєму маленькому світі: прекрасний чоловік, улюблена робота. Трагічна випадковість позбавляє її коханого, але дає шанс дізнатися його краще.
Антонія дізнається, що її чоловік останні сім років мав коханця.
Маленьке розслідування приводить її в дивну квартиру, повну пекучих італійських красенів, з якими вона також виявляє транссексуала, турецьку іммігрантку й повію.
Тут-то Антонія і знаходить всі відповіді на свої питання…

## Нагороди
- 3 «Срібна стрічка» Національного синдикату кіножурналістів Італії
  - Премія «Срібна стрічка» найкращому акторові — Стефано Аккорсі
- Номінація на Золотого ведмедя Берлінського МКФ
- Премія «Себастьян» 2001 року на Міжнародному кінофестивалі у Сан-Себастьяні